# Program rezydentny
Program rezydentny, program TSR (od ang. terminate-and-stay-resident program) – program załadowany do pamięci operacyjnej komputera w dowolnej chwili jako proces w tle i pozostający w stałej gotowości do wykonania. Program rezydentny obsługuje w czasie rzeczywistym właściwe sobie wywołania lub przerwania.
Podstawowym programem rezydentnym DOS-u (komputery architektury x86) jest interpreter poleceń (COMMAND.COM); inne to na przykład sterowniki urządzeń, w tym klawiatury i drukarki. W innych systemach komputerowych oraz DOS-ach TSR-y funkcjonują podobnie i pełnią tę samą rolę.
Każdy program rezydentny może być immanentnym składnikiem systemu operacyjnego, ładowanym w trakcie jego startu lub doładowanym przez użytkownika według jego potrzeb w dowolnej chwili.